# Совхозне (Багратіоновський район)
Совхозне (рос. Совхозное) — селище Багратіоновського району, Калінінградської області Росії. Входить до складу Погранічного сільського поселення.
Населення — 583 особи (2015 рік).